# Hemmet, Drottningholm

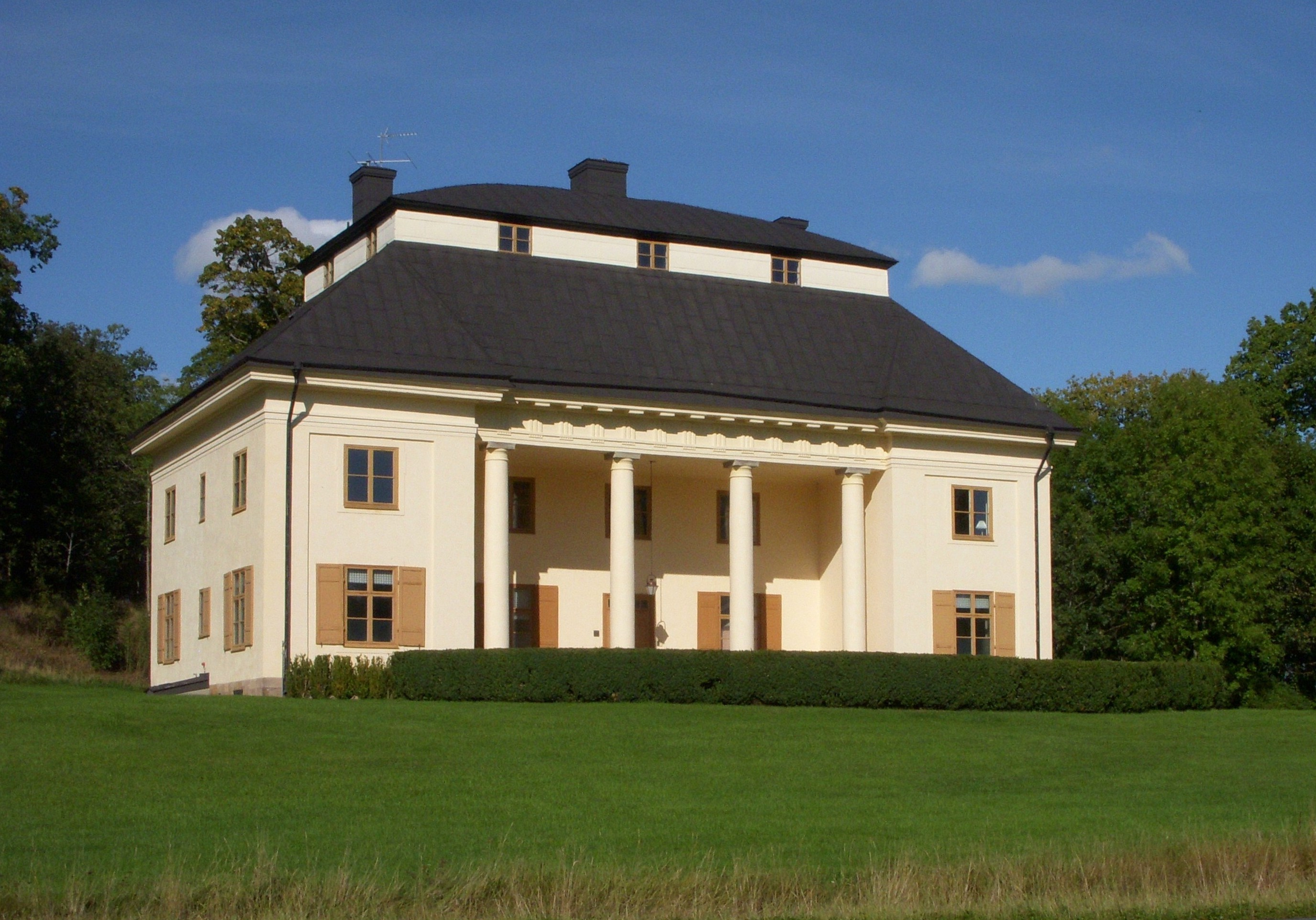
Hemmet i september 2011.

Hemmet (den före detta ståthållarbostaden) är en byggnad på Drottningholms slottsområde, Lovön, Uppland, Stockholms län. Hemmet, som ligger norr om Ekerövägen ritades troligen på 1780-talet av arkitekt Olof Tempelman och blev ståthållarbostad 1816. Hemmet ingår sedan 1991 tillsammans med Drottningholms slott i Unescos världsarv. Byggnaderna är ett statligt byggnadsminne som ägs och förvaltas av Statens fastighetsverk. 

## Historik

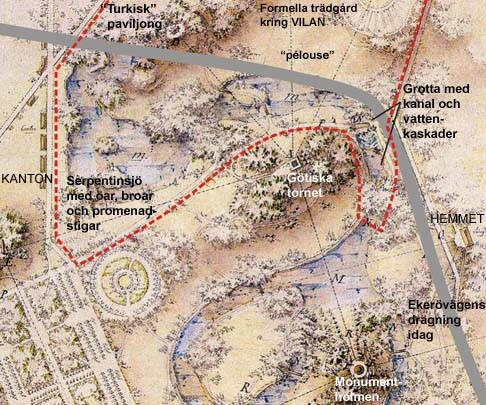
Pipers utökningsplan (röd linje), längst till höger syns "Hemmet".

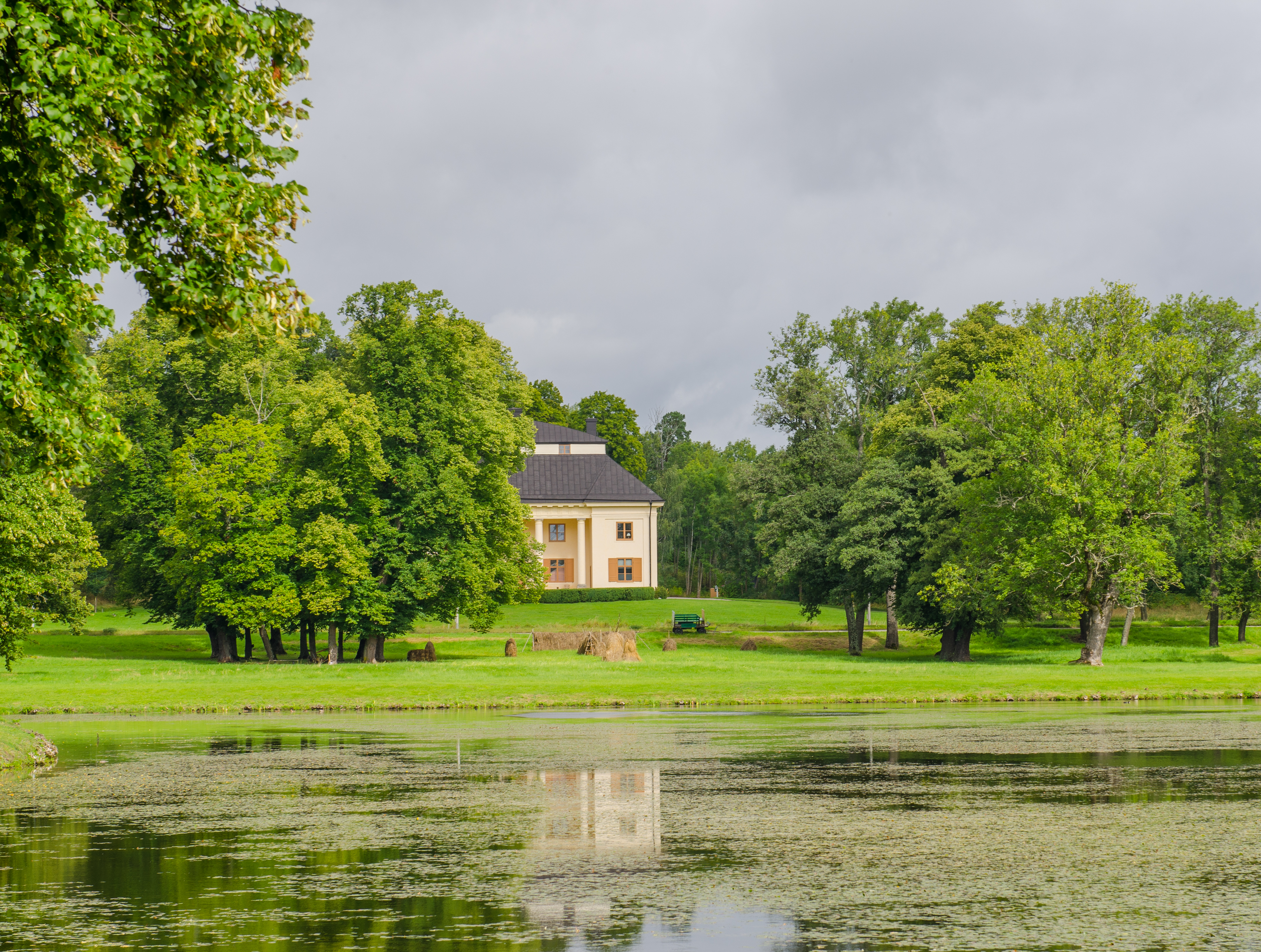
Hemmet sett från den engelska parken.

Byggnaden fick en dominerande placering på en kulle strax norr om landsvägen. Det skulle fungera som blickfång i en av flera siktlinjer genom den nyanlagda Engelska parken. I Drottningholms engelska park, som ritades 1797 av trädgårdsarkitekten Fredrik Magnus Piper, hade Gustav III tänkt sig bland annat ett amortempel, ett kinesiskt torn och ett litet gotiskt slott. I en utökning mot norr planerade Piper en grotta med kanal och kaskader, en pelouse, en mindre sjö med broar och promenadstigar samt en turkisk paviljong. Mycket påminner om gestaltningsidéerna för Hagaparken, som ritades ungefär samtidigt av Piper (se Pipers generalplan för Haga lustpark). Numera leder Ekerövägen rakt över detta område. De dominerande byggnadsverken knöts samman med sikt- eller syftlinjer. Idag fyller bara Götiska tornet, Vakttältet och Hemmet denna uppgift.
En tidigare byggnad revs 1782 och på platsen lät Gustav III uppföra den nuvarande imponerande byggnaden med fyra tvåvåningshöga kolonner i dorisk ordning och en bred sandstenstrappa på entrésidan. Ingivelse till den nya byggnaden fick Gustav III under sin Italienresa 1784. Han anlitade förmodligen Olof Tempelman, som var anhängare av den nyantika stilen. 
De ursprungliga hyresgästerna var inspektorn vid den närbelägna Kungsgården och kyrkoherden i Lovö församling; dessa bodde på övervåningen. År 1816 byggdes huset om till ståthållarbostad. För att inte förväxlas med ståthållarens kansli kallades den här byggnaden för Hemmet. Byggnadens färg var tidigare ljusgul, men 1971 fick byggnaden en vit färg med svag brytning i gult.